# Mimetus yinae
Mimetus yinae es una especie de araña araneomorfa del género Mimetus, familia Mimetidae. Fue descrita científicamente por Gan, Mi, Irfan, Peng, Ran & Zhan en 2019.
Habita en China.